# تايلر إيفرت
تايلر إيفرت (بالإنجليزية: Tyler Everett)‏ هو لاعب كرة قدم أمريكية ولاعب كرة القدم الكندية أمريكي، ولد في 4 نوفمبر 1983.

## وصلات خارجية
- تايلر إيفرت على موقع مرجع كرة القدم المحترفة.كوم (الإنجليزية)